# Café Punta del Cielo
Café Punta del Cielo, es una empresa fundada en México adquirida por GRUPO BIA GUATEMALTECA en 2021, (socios de CBC) dedicada a la producción, venta y distribución de café gourmet proveniente de los estados de Chiapas, Oaxaca, Nayarit y Veracruz.
La forma de distribución, es efectuada mediante: venta de café preparado en el establecimiento, venta de café molido o en grano ya sea enlatado o en pods y comercializado en tiendas, ventas de cafeteras de alto desempeño.

## Tipos de café
- Café en grano o molido y/o descafeinado.[3]
- Filter Coffee (café dentro de filtro de papel).[3]
- Café saborizado regular o descafeinado.[3]
- Sistema para espresso POD.[3][4]
- Extracto de café gourmet.[3]
- Chocolate gourmet.[3]